# FG-42
FG-42 (нім. Fallschirmjägergewehr 42 або «гвинтівка десантника 42») — гвинтівка, що використовувалась переважно німецькими повітряно-десантними військами Люфтваффе в період Другої світової війни.

## Історія створення
До початку Другої світової війни у німецьких повітряно-десантних військах існувала доктрина, що чітко визначала озброєння десантника під час стрибка — пістолети, пістолети-кулемети, ручні гранати та ножі. Потужнішу зброю, як то: кулемети, гвинтівки, тощо,— скидали в окремих контейнерах, дістатись до яких боєць мав протягом 80-ти секунд після свого приземлення. Через це у перші хвилини бою бійці були занадто вразливі перед потужнішою зброєю противника, і були не в змозі їй протистояти.
Останні факти спричинили великі людські втрати у операції «Меркурій» що мала місце 20 травня 1941 року. Це підштовхнуло верхівку Люфтваффе до пошуку досконаліших рішень у озброєнні повітряно-десантних військ.
Генерал-майор люфтваффе Курт Штудент, який був відповідальний за створення нової гвинтівки у своїй доповіді від 10 грудня 1942 головнокомандувачу ВПС Герману Герінгу писав наступне:
«В одній зброї об'єднані ручний штуцер з пістолетним руків'ям, пістолет-кулемет, гвинтівка та ручний кулемет, та при цьому маса зразка дорівнює масі гвинтівки, 98k».
У результаті було визначено технічне завдання на розробку автоматичної гвинтівки; воно й було направлене в управління озброєнь Вермахту, де  таке ТЗ відхилили як нездійсненне, та відіслали назад у ВПС.
Однією з головних причин такої резолюції було суперництво армії та авіації. Лише звернення Германа Герінга безпосередньо до виробників зброї, а саме — до компаній Rheinmetall та Krieghoff,— дало старт розробці перших зразків гвинтівки.
Зразок від Rheinmetall виявився найкращим. Він був розроблений конструктором компанії Rheinmetall — Луісом Штанге.
Випробування зброї проводились у 1942 році. Тоді ж ця автоматична гвинтівка отримала назву «Fallshirmjagergewehr-42» — гвинтівка для повітряно-десантних військ, модель 1942 року.
Після виготовлення відносно невеликої кількості першого варіанту цієї гвинтівки та подальших випробувань у конструкцію було внесено ряд змін.

## Опис та характеристики

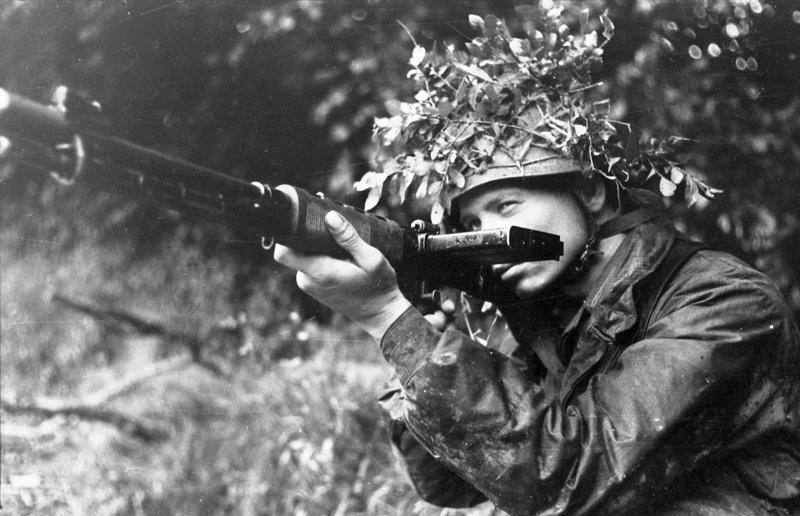
Німецький солдат з FG-42. 21 червня 1944 року.

FG-42 використовує стандартний 7,92 мм гвинтівковий набій Маузера, що використовувався як у гвинтівках, так і для кулеметів. Живлення набоями під час стрільби здійснюється з коробчастого магазина ємністю 20 набоїв з дворядним   розташуванням, що кріпився з лівого боку гвинтівки.
Автоматика працювала за рахунок відводу порохових газів через поперечний отвір у стінці ствола. Запирання каналу ствола здійснювалося повертанням затвора, у результаті взаємодії криволінійного пазу на затворі та скошених площин на стійці затворної рами при русі останньої. Два бойові упори розташовані симетрично у передній частині затвора.
Ударно-спусковий механізм ударного типу дозволяє вести як одиночний так і автоматичний вогонь.
Перемикач режимів ведення вогню знаходився над рукояткою з лівого боку. У автоматичному режимі гвинтівка стріляла з відчиненим затвором, що знаходився перед пострілом в задньому положенні. Такий спосіб ведення вогню був характерним для кулеметів та забезпечував достатню стійкість при стрільбі високим темпом. 

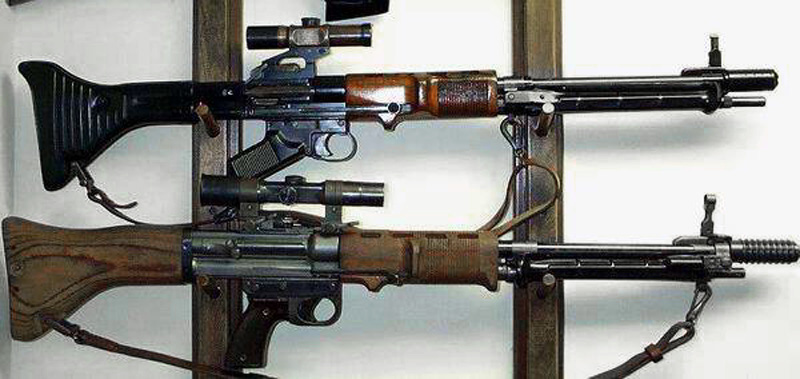

Одиночними пострілами гвинтівка стріляла при зачиненому затворі для влучнішої стрільби.
Ствол та приклад знаходились на одній лінії, за рахунок чого практично було відсутнє плече віддачі та було зведено до мінімуму підкидання зброї при стрільбі. Силу віддачі знижував масивний компенсатор-полум'ягасник, що кріпився на дуловій частині ствола.
Прицільні засоби складались із закріпленої на стволі мушки та розміщеного на ствольній коробці діоптричного цілика, що регулювався. (Популярним був варіант із оптичними прицілювальними пристроями). Для встановлення поправки на дальність потрібно було повернути штангу стійки прицілу та поєднати відмітку дальності з рискою на стійці.
При десантуванні стійки прицілу та мушки складались. На зброю також міг кріпитись оптичний приціл Gw-ZF-42, При цьому автоматична гвинтівка ставала снайперською. Для ведення ближнього бою гвинтівка оснащувалась невід'ємним чотиригранним голчастим багнетом, що у похідному положенні відкидався назад та розташовувався паралельно до ствола. Спеціально для FG-42 був розроблений 30 мм гвинтівковий гранатомет «Gewehrgranatengerat-2», що кріпився за допомогою різьби на дульну частину ствола. Гранатомет міг вести вогонь на дистанцію до 250 м рушничними осколковими або протитанковими кумулятивними гранатами.
Боєкомплект FG-42 включав 8-м магазинів, що розміщувалися у спеціальних нагрудних підсумках.

## FG-42 у бою
Бойове хрещення ця гвинтівка пройшла 12 травня 1943 року при висадці німецького десанту на острів Родос у Егейському морі, що у той час контролювався англійцями. FG-42 тоді показала себе з найкращої сторони, продемонструвавши високу ефективність вогню. Герман Герінг переконав Гітлера у доцільності озброєння цією гвинтівкою повітряно-десантних військ Люфтваффе, але думки командування вермахту з цього питання були не на боці Герінга, що затягувало процес взяття цього зразка на озброєння.
Змінити своє ставлення до гвинтівки змусила операція «Дуб» що була проведена 12 вересня 1943 року. Тоді спецгрупа парашутистів під командуванням Отто Скорцені була озброєна у тому числі і автоматичними гвинтівками FG-42 окрім «традиційних» пістолетів-кулеметів та пістолетів. З цього часу FG-42 зайняла заслужене місце у повітряно-десантних військах.

## FG-42 у масовій культурі

### У кінематографі
- Хеллсінг — викристовує один із есесівців-вампірів.

### У відеоіграх
- Return to Castle Wolfenstein — використовують німецькі парашутисти.

## Додаткові факти
- Операція «Дуб», що й допомогла Fallschirmjägergewehr 42 здобути шану у військах, тривала не більше п'яти хвилин та пройшла без жодного пострілу.
- Елементи конструкції, концепції та специфіку гвинтівки FG42 використовували багато держав при створенні нової зброї. Наприклад для кулемета M-60 у США.
- FG42 стала прообразом зброї клонів Імперії у знаменитій «лукасівській» кінострічці «Зоряні війни»